# Paul Johnson (bassista)
Paul Johnson (Sheffield, 28 maggio 1952) è un bassista britannico, noto per avere militato brevemente nei Saxon.

## Biografia
La sua prima esperienza è con gli Heritage (dove figura anche il fratello Steve alla chitarra che avrebbe poi suonato negli Usi di Steve Dawson), con i quali incide nel 1982 Remorse Code. Nel 1984 fonda gli Statetrooper assieme al fratello e all'ex cantante del Michael Schenker Group, Gary Barden.
Quando nel 1986 i Saxon vengono abbandonati dal fondatore Steve Dawson (che militerà negli Usi con Steve Johnson e con il futuro batterista dei Saxon Nigel Durham), iniziano le ricerche di un sostituto, pur incidendo nel frattempo Rock the Nations con Biff Byford al basso. Poco prima che il disco esca Johnson entra in formazione e viene fatto figurare sull'album come se fosse stato l'autore delle linee di basso.
Il gruppo inizia la tournée di supporto al nuovo disco e torna in studio nel 1988 per registrare Destiny. Durante il tour Johnson decide di lasciare il gruppo che torna ad avere nuovamente problemi nel trovare un bassista. Nel successivo disco in studio dei Saxon, Solid Ball of Rock, figurano due tracce che presentano l'apporto compositivo di Johnson.
Successivamente all'esperienza con il gruppo dello Yorkshire, fondò un nuovo gruppo con il fratello Steve, i Guns n Oatcakes con i quali fece una serie di concerti. Nonostante la nuova attività, Johnson decise di abbandonare il mondo della musica per diventare istruttore di guida.

## Discografia

### Heritage
- 1982 - Remorse Code

### Saxon
- 1988 - Destiny